# 陈东登
陈东登（1954年—），湖北公安人，汉族，中国人民解放军少将。
毕业于中央党校政治管理专业。加入中国共产党。2009年，担任中国人民解放军总参谋部军务部部长。2013年，担任全国人大代表。